# Clubul temerarilor

Coperta primului număr - Corneliu Beda - Taina cetății

Clubul temerarilor a fost o colecție de cărți cu literatură pentru tineret, unde au apărut mai ales nuvele sau romane [scurte] de aventuri (câteva științifico-fantastice și mai multe istorice). Colecția a fost editată întâi de Editura Tineretului, iar apoi continuată de Editura Ion Creangă. Primul număr a apărut în mai 1966. Seria a fost îngrijită de scriitorul Ion Hobana, iar redactorul șef al editurii a fost Tudor Popescu.

## Lista aparițiilor

### 1-10
- 1. Corneliu Beda - Taina cetății, istoric, despre Alexandru cel Mare și luptele sale cu tribalii
- 2. George Anania - Corsarul de fier (1)
- 3. George Anania - Corsarul de fier (2)
- 4. Leonida Neamțu - Acolo unde vîntul rostogolește norii (1)
- 5. Leonida Neamțu - Acolo unde vîntul rostogolește norii (2)
- 6. Romulus Bărbulescu - Simbamuenni (1)
- 7. Romulus Bărbulescu - Simbamuenni (2)
- 8. Dan Gr. Mihăiescu - Prevestirea călugărului Chesarion
- 9. Radu Nor - Idolul de sticlă (1)
- 10. Radu Nor - Idolul de sticlă (2)

### 11-20
- 11. Traian Uba - Caseta
- 12. I. M. Ștefan - Misiune specială (1)
- 13. I. M. Ștefan - Misiune specială (2)
- 14. Mircea Șerbănescu - Aventură în lumea albastră
- 15. Aurel Lecca și Andi Lecca - Vînătorii de capete (1)
- 16. Aurel Lecca și Andi Lecca - Vînătorii de capete (2)
- 17. Vintilă Corbul - Eugen Burada - Moarte și portocale la Palermo (1)
- 18. Vintilă Corbul - Eugen Burada - Moarte și portocale la Palermo (2)
- 19. Ion Calovia - Apokolokyntosis
- 20. Anca Bursan - Uhm, fiul hienei (1)

### 21-30
- 21. Anca Bursan - Uhm, fiul hienei (2)
- 22. Mircea Popescu - Enigma săgeții albastre
- 23. Radu Teodoru - Popas în Madagascar (1)
- 24. Radu Teodoru - Popas în Madagascar (2)
- 25. Mircea Radina - Strada Z, numărul 4…
- 26. Constantin Crasnobaiev - Fierbea oceanul
- 27. Grigore Băjenaru - Banul Mărăcine (1)
- 28. Grigore Băjenaru - Banul Mărăcine (2)
- 29. Mihail Calmîcu - Sub semnul hangerului (1)
- 30. Mihail Calmîcu - Sub semnul hangerului (2)

### 31-40
- 31. Ștefan Tita - Fluturele de ivoriu
- 32. Radu Valentin - Jean Bart (1)
- 33. Radu Valentin - Jean Bart (2)
- 34. Viorel Burlacu - Rocada tragică
- 35. Haralamb Zincă - Ceasurile Sfîntului Bartolomeu
- 36. Corneliu Beda - Donaris se răzbună…
- 37. Ion Topolog - Lovituri din umbră (1)
- 38. Ion Topolog - Lovituri din umbră (2)
- 39. Maya Niculescu - Statuia lui Ahile
- 40. Radu Theodoru - Vitejii (1)

### 41-50
- 41. Radu Theodoru - Vitejii (2)
- 42. Grigore Băjenaru - Inelul lui Dragoș-Vodă (1)
- 43. Grigore Băjenaru - Inelul lui Dragoș-Vodă (2)
- 44. George Pietraru - Miu haiducul (1)
- 45. George Pietraru - Miu haiducul (2)
- 46. G. Călinescu - Catina damnatul
- 47. Gh. Iliescu - Conacul spionat
- 48. Ada Orleanu - Cavalerul libertății (1)
- 49. Ada Orleanu - Cavalerul libertății (2)
- 50. I. M. Ștefan - Omul cu o mie de chipuri (1)

### 51-60
- 51. I. M. Ștefan - Omul cu o mie de chipuri (2)
- 52. Sever Noran - Secretul globului de argint (1)
- 53. Sever Noran - Secretul globului de argint (2)
- 54. Ion Aramă - Vedeta 70 atacă!
- 55. Mircea Popescu - Dosarul „Căprioarei aurii” (1)
- 56. Mircea Popescu - Dosarul „Căprioarei aurii” (2)
- 57. Gabriel Iuga - Comoara regilor daci
- 58. Ștefan Tita - Gheizerul înghețat
- 59. Ioan Micu - Enigma peșterii din Tîmpa (1)
- 60. Ioan Micu - Enigma peșterii din Tîmpa (2)

### 61-70
- 61. Miron Scorobete - Comoara din peștera scheletelor (1)
- 62. Miron Scorobete - Comoara din peștera scheletelor (2)
- 63. Marin Cosmescu-Delasabar - Ioviță Valahul (1)
- 64. Marin Cosmescu-Delasabar - Ioviță Valahul (2)
- 65. Mircea Radina - Milioanele lui Belami (1)
- 66. Mircea Radina - Milioanele lui Belami (2)
- 67. Florin Oprea - Rebus la Mamaia
- 68. Sever Noran - Formula magică (1)
- 69. Sever Noran - Formula magică (2)
- 70. Ludovic Roman - Aventurile farfuriei zburătoare (1)[3]

### 71-76
- 71. Ludovic Roman - Aventurile farfuriei zburătoare (2)[4]
- 72. Edgar Allan Poe - ''Cărăbușul de aur[5]
- 73. George Pietraru - Întoarcerea lui Miu Haiducu (1)
- 74. George Pietraru - Întoarcerea lui Miu Haiducu (2)
- 75. N. Păduraru - Vînătoarea, științifico-fantastic, aventuri în spațiul cosmic[6]
- 76. Dumitru M. Ion - Templul otrăvii

## Legături externe
- Clubul temerarilor Arhivat în 13 mai 2013, la Wayback Machine.
- Clubul temerarilor la isfdb.org